# Kamcsatka (Kamcsatkai-öböl)
A Kamcsatka (oroszul: Камчатка, a felső szakaszán Озерная Камчатка) folyó Oroszország ázsiai részén, a Kamcsatkai határterületen. Kamcsatka leghosszabb és legbővízűbb folyója.

## Földrajz
Hossza: 758 km, vízgyűjtő területe: 55 900 km², évi közepes vízhozama (35 km-re a torkolattól): 965 m³/s.
Kamcsatka központi területeinek folyója. A félsziget déli részén ered és északkelet felé tart, felső szakaszán hegyi folyó. Lejjebb a Közép-kamcsatkai-alföldön halad, továbbra is északkelet felé, itt már igazi alföldi jellegű, lassan kanyargó folyó. Völgyét két oldalon a hosszan elnyúló Középső- (Szregyinnij-) hegység, illetve Keleti- (Vosztocsnij-) hegység szegélyezi. A Kljucsevszkaja Szopka masszívumát északról megkerülve kelet felé fordul, alsó folyásán szűk völgyben áttöri magát a Kumrocs-hegységen és a Csendes-óceán Kamcsatkai-öblébe torkollik.
Elsősorban föld alatti vizek, gleccser- és hóolvadék vizek táplálják. Novemberben befagy, és május elejéig jég borítja, de a föld mélyéből előtörő hőforrások miatt egyes helyeken egyáltalán nem, vagy csak részlegesen fagy be. Ívás idején a tengerből tömegesen úsznak fel lazacfélék a folyó felső szakaszáig vagy a mellékfolyókra.
Legnagyobb, bal oldali mellékfolyója a Kozirevka (222 km) és a Jelovka (244 km).
A folyó a félsziget legfontosabb közlekedési és szállítási útvonala. A torkolattól 486 km-en át hajózható. A torkolatnál épült Uszty-Kamcsatszk járási székhely, tengeri kikötő.